# 汽笛 (五木ひろしの曲)
「汽笛」（きてき）は、1994年10月5日に発売された五木ひろしのシングル。

## 解説
本楽曲は、同年末『第45回NHK紅白歌合戦』の白組トリで歌唱された。

## 収録曲
1. 汽笛（4分14秒）
作詞：木下龍太郎／作曲：伊藤雪彦／編曲：池多孝春
2. 北の物語り（4分29秒）
作詞：荒木とよひさ／作曲：五木ひろし／編曲：前田俊明